# درون کارخانه
درون کارخانه (به انگلیسی: Inside the Factory) یک مستند تلویزیونی است که توسط ولتاژ تی‌وی برای بی‌بی‌سی ساخته شده است.

هر قسمت به بررسی نحوه تولید یک محصول خاص در یک کارخانه می‌پردازد. این مستند توسط گرگ والاس و چری هیل با حضور روت گودمن به عنوان مورخ ارائه شده است که نگاهی به نحوه تولید محصولات امروزی دارد.

## قسمتها

### فصل یک
| قسمت | عنوان        | تاریخ پخش | بینندگان (میلیون) |
| --- | ------------ | --------- | ----------------- |
| ۱ | نان          | ۵ مه ۲۰۱۵ | ۲٫۳۵              |
| در این قسمت مجریان برنامه به بررسی یک حقیقت باورنکردنی و نحوه تولید بیش از ۱٫۵ میلیون نان در شرکت کینگز ول در وست برومویچ می‌پردازند. بررسی ابزارها و ماشین‌های مختلف از جمله مسائلی است که در این قسمت به آن پرداخته می‌شود.                       |              |           |                   |
| ۲ | شکلات        | ۶ مه ۲۰۱۵ | ۲٫۴۵              |
| در این قسمت مجریان برنامه به بررسی یکی از کارخانه‌های بسیار بزرگ شکلات‌سازی به نام نستله در یورک می‌پردازند و نحوه تولید بیش از ۷ میلیون قالب شکلات در روز را بررسی میک‌نند. این بررسی از ریشه و به واقعیت از نحوه تولید شکلات از دانه‌های مختلف است. |              |           |                   |
| ۳ | شیر (خوراکی) | ۷ مه ۲۰۱۵ | ۲٫۵۴              |
| در این قسمت مجریان برنامه به بررسی نحوه تولید و بسته‌بندی شیر در ۲۴ ساعت در کارخانه آرلا فودز در آیلزبری می‌پردازد. همچنین از کارخانه یونیلیور بازدید می‌کنند.                                                                                      |              |           |                   |

### فصل دو
| قسمت | عنوان         | تاریخ پخش     | بینندگان (میلیون) |
| --- | ------------- | ------------- | ----------------- |
| ۱ | غلات          | ۲۶ ژوئیه ۲۰۱۶ | ۲٫۴۳              |
| در این قسمت مجریان برنامه از کارخانه کیلوگ در منچستر دیدن می‌کنند تا با نحوه تولید غلات به خصوص برگه ذرت (کورن فلکس) آشنا شوند. |               |               |                   |
| ۲ | چیپس سیب‌زمینی | ۲ اوت ۲۰۱۶    | ۳٫۰۷              |
| در این قسمت مجریان برنامه از کارخانه والکرز در لستر دیدن می‌کنند تا با تولید چیپس سیب‌زمینی به ویژه با پیاز و پنیر آشنا شوند.    |               |               |                   |
| ۳ | کنسرو لوییا   | ۹ اوت ۲۰۱۶    | ۲٫۷۷              |
| در این قسمت مجریان برنامه از کارخانه هاینز در ویگان دیدن می‌کنند تا با رازهای تولید کنسرو لوییا آشنا شوند.                      |               |               |                   |
| ۴ | دوچرخه        | ۱۶ اوت ۲۰۱۶   | ۱٫۸۳              |
| در این قسمت مجریان برنامه از کارخانه برومپتون در لندن غربی دیدن می‌کنند تا با رازهای تولید دوچرخه تاشو آشنا شوند.               |               |               |                   |
| ۵ | آب‌نبات        | ۲۳ اوت ۲۰۱۶   | ۳٫۲۲              |
| در این قسمت مجریان برنامه از کارخانه سوییسیز ماتو در داربی‌شر دیدن می‌کنند تا با رازهای تولید انواع آب‌نبات آشنا شوند.            |               |               |                   |
| ۶ | کفش           | ۳۰ اوت ۲۰۱۶   | ۲٫۸۰              |
| در این قسمت مجریان برنامه از کارخانه نیو بالانس در کامبریا دیدن می‌کنند تا با رازهای تولید کفش آشنا شوند.                       |               |               |                   |

| قسمت | عنوان      | تاریخ پخش     | بینندگان (میلیون) |
| --- | ---------- | ------------- | ----------------- |
| ۱ | چای کیسه‌ای | ۱۸ ژوئیه ۲۰۱۷ | ۲٫۴۵              |
| در این قسمت مجریان برنامه از کارخانه تایفو دیدن می‌کنند تا با رازهای تولید انواع چای کیسه‌ای آشنا شوند.                                  |            |               |                   |
| ۲ | پاستا      | ۲۵ ژوئیه ۲۰۱۷ | ۲٫۵۲              |
| در این قسمت مجریان برنامه از بزرگترین کارخانه پاستای خشک شده در ایتالیا دیدن می‌کنند که در هر روز ۱۵۰٬۰۰۰ کیلومتر اسپاگتی تولید می‌کنند. |            |               |                   |
| ۳ | بیسکویت    | ۱ اوت ۲۰۱۷    | ۲٫۷۷              |
| در این قسمت مجریان برنامه از کارخانه مک‌ویتیس دیدن می‌کنند تا نحوه تولید دایجستیو را ببینند.                                             |            |               |                   |